# Hospital Fêmina
O Hospital Fêmina é um hospital público e especializado em saúde da mulher  situado em Porto Alegre, capital do estado do Rio Grande do Sul . Está endereçado na Rua Mostardeiro, no bairro Rio Branco, nos limites com o Moinhos de Vento, na área central da cidade. É um dos quatro hospitais administrados pelo Grupo Hospitalar Conceição. 
É um dos maiores Hospitais do sul do Brasil dedicados exclusivamente à ginecologia e à obstetrícia, contando com uma estrutura física de dez andares e 166 leitos de internação. O bloco cirúrgico é quase totalmente dedicado à cirurgia ginecológica, tendo em 2019 realizado 5 308 cirurgias. O hospital conta com atendimentos em mastologia, uroginecologia, oncoginecologia, Endoscopia Ginecológica, Reprodução Humana, Medicina Fetal, Gestação de Alto Risco e Neonatologia. Possui 30 leitos de UTI neonatal nível III e outros dez intermediários.  
O Banco de Leite Humano da instituição é referência para profissionais de saúde do Cone Sul em treinamento de pessoal e troca de informações técnico-científicas. A unidade faz a captação e a pasteurização do leite materno a ser consumido por bebês do próprio hospital cujas mães não podem amamentar.

## História
A empresa Hospital Fêmina S/A nasceu em 1954 de um consórcio entre o engenheiro Paulo Ricardo Levacov e um grupo de médicos ginecologistas e obstetras, interessados em erguer um prédio voltado para a mulher. 
Para um projeto diferenciado e modernista, o grupo contratou o então recém-formado arquiteto Irineu Breitman, que contou com a consultoria de Jarbas Bela Karman. O projeto datado de 1955, todavia, levou dezoito anos para ser construído por conta das dificuldades financeiras, tendo o prédio do hospital entrado em funcionamento apenas em março de 1968, sem estar completo e sem inauguração. A conclusão se deu em 1973, após a entrada do farmacêutico Jahyr Boeira de Almeida no quadro societário.
Ainda na década de 1970, o hospital passou a ser controlado pelo Grupo Hospitalar Conceição (GHC), a maior rede de hospitais públicas do sul do país, vinculada ao Ministério da Saúde, atendendo integralmente o Sistema Único de Saúde.

## Residência Médica
O Hospital é referência de ensino e formação de médicos residentes na área de Ginecologia e Obstetrícia, tendo em 2021 formado a trigésima segunda turma de residentes. São oito vagas anuais de acesso direto disponíveis a médicos com interesse em especialização em Ginecologia e Obstetrícia. A residência tem duração de três anos com carga horária de 60 horas semanais. A prova de acesso é realizada pela Associação Médica do Rio Grande do Sul (AMRIGS). O edital da prova é publicado anualmente no site do Grupo Hospitalar Conceição 
O serviço conta também com vagas de subespecialização em Mastologia (uma vaga), Medicina Fetal (uma vaga), Endoscopia Ginecológica (uma vaga), Reprodução Humana (uma vaga) e Neonatologia (quatro vagas).